# Júnior Cascaria
Júnior Cascaria (Poção de Pedras), é um político brasileiro, filiado ao PODE. Nas eleições de 2022, foi eleito deputado estadual pelo MA.